# Perfeição cristã
Perfeição cristã é uma doutrina cristã que sustenta que após a conversão, mas antes da morte, uma alma cristã pode ser santificada do estado do pecado original. Perfeição pode ser também chamada de total santificação. Isso está propriamente associado com os seguidores de John Wesley, fundador do metodismo, a compreensão de Wesley da graça santificadora. Perfeição pode ser definido também como, jornada a perfeição ou o estado de perfeição. A perfeição cristã está geralmente classificada como "caminho para a perfeição."